# Kanton Rivesaltes
Rivesaltes is een voormalig kanton van het Franse departement Pyrénées-Orientales. Het kanton maakte deel uit van het arrondissement Perpignan. Het werd opgeheven bij decreet van 26 februari 2014 met uitwerking op 22 maart 2015.

## Gemeenten
Het kanton Rivesaltes omvatte de volgende gemeenten:
- Cases-de-Pène
- Espira-de-l'Agly
- Opoul-Périllos
- Peyrestortes
- Pia
- Rivesaltes (hoofdplaats)
- Salses-le-Château
- Vingrau